# Otto Linke
Otto Linke (* 23. Juni 1846 in Breslau, Provinz Schlesien; † 26. März 1930 ebenda) war ein deutscher Lehrer und Historiker.

## Leben
Linke wuchs in Breslau auf. Die Schulzeit unterbrach er im Jahr 1866 als Kriegsfreiwilliger. Zurückgekehrt setzte er den Schulbesuch fort und legte zu Michaelis 1868 das Abitur ab. Danach studierte er an der Universität Breslau die Fächer Geschichte, Erdkunde und Deutsch. 1869 wurde er im Corps Silesia Breslau Mitglied.
Wie schon die Schulzeit unterbrach er auch das Studium und diente im Krieg 1870/71 im Infanterie-Regiment 62. Nach dem Examen promovierte er im April 1873 zum Dr. phil. Unmittelbar daran wurde er zunächst Lehrer, dann Oberlehrer und schließlich Professor am Realgymnasium am Zwinger in Breslau. An dieser Schule blieb er bis zur Pensionierung 1916.
Linke wurde bekannt, weil er neben seiner Tätigkeit als Lehrer zahlreiche Bücher und Aufsätze zu Themen aus der schlesischen Geschichte sowie einen Reiseführer über Breslau veröffentlichte.

## Werke
- Die Controverse über Hannibal’s Alpenübergang, Breslau (Dissertation) 1873
- Aus den letzten Jahrzehnten der österreichischen Herrschaft in Schlesien, in: „Die Grenzboten“ Nr. 32 vom 5. August 1880
- Breslau – ein Führer durch die Stadt für Einheimische und Fremde, Breslau: Trewendt 1901 (Coautor: Hermann Luchs)
- Friedrich Theodor von Merckel im Dienste fürs Vaterland: Teil I. Bis September 1810 (= Darstellungen und Quellen zur schlesischen Geschichte, Bd. 5), Breslau 1907
- Friedrich Theodor von Merckel im Dienste fürs Vaterland: Teil II. Bis Januar 1815 (= Darstellungen und Quellen zur schlesischen Geschichte, Bd. 10), Breslau 1910
- Zur Reise des Königs Friedrich Wilhelms III. nach Schlesien 1810, in: Zeitschrift des Vereins für Geschichte und Altertum Schlesiens 39 (1905), S. 108–132